# Olympische Sommerspiele 1896/Schießen – 30 m Freie Pistole (Männer)
Der Schießwettkampf über 30 Meter mit der Freien Pistole bei den Olympischen Spielen 1896 in Athen fand am 11. April im Skopeftirion statt.
Die Schützen schossen fünf Serien mit jeweils sechs Schüssen. Sumner Paine aus den Vereinigten Staaten wurde erster Olympiasieger in dieser Disziplin. Sein Bruder John Paine, der am Tag zuvor mit der gleichen Punktzahl Olympiasieger im Wettkampf über 25 Meter mit dem Dienstrevolver geworden war, verzichtete auf eine Teilnahme um seinem Bruder bessere Siegeschancen zu gewähren. Den zweiten Platz belegte Holger Louis Nielsen aus Dänemark.

## Ergebnisse
| Rang | Athlet               | Nation             | Punkte    | Treffer   | Serie     | Serie     | Serie     | Serie     | Serie     |
| Rang | Athlet               | Nation             | Punkte    | Treffer   | 1         | 2         | 3         | 4         | 5         |
| ---- | -------------------- | ------------------ | --------- | --------- | --------- | --------- | --------- | --------- | --------- |
| 1    | Sumner Paine         | Vereinigte Staaten | 442       | 24        | 76        | 64        | 80        | 120       | 102       |
| 2    | Holger Louis Nielsen | Dänemark           | 285       | unbekannt | 12        | 85        | 62        | 24        | 100       |
| 3    | Ioannis Frangoudis   | Griechenland       | unbekannt | unbekannt | unbekannt | unbekannt | unbekannt | unbekannt | unbekannt |
| 4    | Leonidas Morakis     | Griechenland       | unbekannt | unbekannt | unbekannt | unbekannt | unbekannt | unbekannt | unbekannt |
| 5    | Georgios Orfanidis   | Griechenland       | unbekannt | unbekannt | unbekannt | unbekannt | unbekannt | unbekannt | unbekannt |